# Засавица (Шамац)
Засавица је насељено мјесто у општини Шамац, Република Српска, БиХ. Према попису становништва из 2013. у насељу је живјело 342 становника.

## Становништво
| Демографија | Демографија | Демографија |
| Година      | Становника  | Становника  |
| ----------- | ----------- | ----------- |
| 1948.       | 450         |             |
| 1953.       | 460         |             |
| 1961.       | 477         |             |
| 1971.       | 525         |             |
| 1981.       | 544         |             |
| 1991.       | 558         |             |
| 2013.       | 342         |             |